# Договір про приєднання (1972)
Договір про приєднання 1972 року був міжнародною угодою, яка передбачала приєднання Данії, Ірландії, Норвегії та Сполученого Королівства до Європейських Співтовариств. Норвегія не ратифікувала договір після того, як він був відхилений на референдумі у вересні 1972 року. Договір був ратифікований Данією, Ірландією та Сполученим Королівством, які стали членами ЄС 1 січня 1973 року, коли договір набув чинності. Договір залишається невід'ємною частиною конституційної основи Європейського Союзу.
31 січня 2020 року Сполучене Королівство вийшло з Європейського Союзу після 47 років членства після через референдум, проведений в 2016 році, на якому 51,9% виборців висловилися за вихід з блоку, і тепер він більше не є юридично зв’язаним договором.

## Повна назва
Повна офіційна назва договору:
Договір між Королівством Бельгія, Федеративною Республікою Німеччина, Французькою Республікою, Італійською Республікою, Великим Герцогством Люксембург, Королівством Нідерландів (Державами-членами Європейських Співтовариств), Королівством Данія, Республікою Ірландія, Королівство Норвегія та Сполучене Королівство Великої Британії та Північної Ірландії щодо приєднання Королівства Данії, Ірландії, Королівства Норвегії та Сполученого Королівства Великої Британії та Північної Ірландії до Європейського економічного співтовариства та до Європейського співтовариства з атомної енергії.

## Контекст
Данія, Ірландія, Норвегія та Сполучене Королівство вже були економічно пов'язані в рамках Європейської асоціації вільної торгівлі. Роль Сполученого Королівства в міжнародних справах послабилася, на відміну від країн-членів ЄС, які в 1960-х роках сильно оговтувалися від Другої світової війни; Ірландія залишалася економічно залежною від Великої Британії, на яку припадало майже 75% її експорту, і намагалася зменшити цю залежність.
Щоб приєднатися до ЄС, країни повинні були відповідати двом критеріям: приналежність до європейського континенту та отримання згоди від усіх країн-членів. 31 липня 1961 року Сполучене Королівство, Ірландія та Данія подали заявку на приєднання до ЄС. У 1963 році після тривалих переговорів Франція наклала вето на британську заявку через неприязнь Шарля де Голля до Сполученого Королівства, яке він вважав «троянським конем» Сполучених Штатів Америки. Відомо, що де Голль вимовив єдине слово «не» в телекамери в критичний момент, це твердження використовувалося для підсумовування французької опозиції щодо Сполученого Королівства протягом багатьох років після цього. Прем'єр-міністр Сполученого Королівства Гарольд Макміллан сказав згодом, що він завжди вірив, що де Голль перешкоджатиме вступу Сполученого Королівства, але думав, що зробить це тихо, за лаштунками. Пізніше він приватно поскаржився, що «всі наші плани руйнуються».

## Розширення
Франція під керівництвом наступника де Голля Жоржа Помпіду усунула свою опозицію після Гаазького саміту ЄЕС у 1969 році. Це зробило можливим розширення членства, забезпечивши політичне зближення між ЄЕС та ЄАВТ.
Після тривалого періоду переговорів розширення членства ЄС було ратифіковано національними парламентами держав-членів, за винятком Франції, де у квітні 1972 року на референдумі про розширення ЄС було прийнято 68% голосів за.
У період з травня по жовтень 1972 року угода була прийнята в трьох країнах ЄАВТ; в Ірландії 10 травня 1972 р. з 81,3% голосів; у Великій Британії палатами парламенту; у Данії – 63,3% голосів; Конституція Данії передбачає, що будь-яка зміна національного суверенітету повинна бути представлена громадськості у формі референдуму. Однак на референдумі в Норвегії 53,5% виборців висловилися проти вступу країни, і прем'єр-міністр Трюгве Браттелі пішов у відставку після поразки свого уряду. Це була друга спроба Норвегії стати членом після відмови Франції в 1962 році та знову тимчасово в 1967 році, але перша спроба референдуму після успішних переговорів.
Сполучене Королівство консультувалося безпосередньо зі своїми громадянами лише після приєднання до Європейських Співтовариств: після британських загальних виборів у жовтні 1974 року лейбористський уряд Гарольда Вільсона провів референдум, щоб виконати одну зі своїх передвиборчих обіцянок. Необов'язковий референдум відбувся 5 червня 1975 року, приблизно через два з половиною роки після приєднання Великої Британії. Це був перший національний референдум, проведений у Великій Британії, і голосування «за» перемогло з переконливою перевагою 67,23% при явці 65%, при цьому 66 із 68 місцевих районів підрахунку дали більшість голосів «за».

## Правові наслідки
Одна фундаментальна зміна, внесена договором, зазначається в статті 3(3) супровідного «Акту щодо умов приєднання та змін до договорів», де нові члени погоджуються, що вони, щодо початкових угод держав-членів і співтовариств, «дотримуватимуться принципи та керівні принципи, що випливають із цих декларацій, резолюцій чи інших позицій, і вживатиме таких заходів, які можуть бути необхідними для забезпечення їх виконання». Стаття 4 продовжує перелік угод, укладених ними, а в 4(4) вони погоджуються адаптувати свої міжнародні угоди «до прав і обов’язків, що випливають із їх приєднання до Співтовариств».